# Старая Обуховка
 Старая Обуховка  — деревня в Старошайговском районе Мордовии в составе  Конопатского сельского поселения.

## География
Находится на расстоянии примерно 23 километра по прямой на восток от районного центра села Старое Шайгово.

## История
Упоминается с 1869 года, когда она была учтена как владельческая деревня Инсарского уезда из 15 дворов. Название по фамилии тогдашних хозяев.

## Население
Постоянное население составляло 33 человек (русские 100%) в 2002 году, 28 в 2010 году .